# Огастес Сент-Годенс

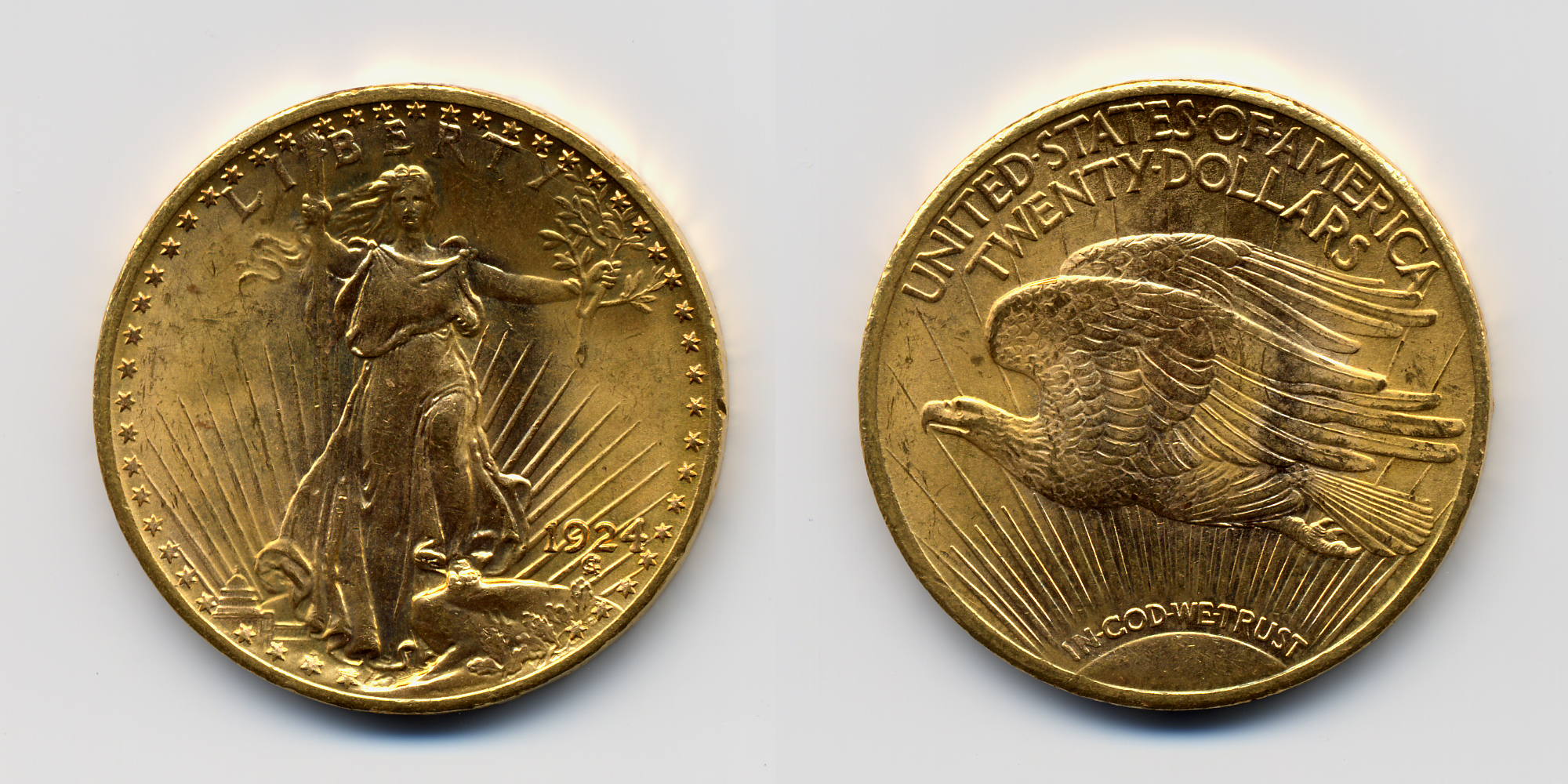
Золота 20-доларова монета, автором якої є О. Сент-Годенс

Огастес Сент-Годенс (англ. Augustus Saint-Gaudens; 1 березня 1848, Дублін - 3 серпня 1907, Корніш, Нью-Гемпшир, США) — американський скульптор.

## Життя та творчість
Був сином француза-шевця, за походженням гугенота, та ірландки. Коли хлопчику було півроку, родина переїхала до США. Виріс у Нью-Йорку.
У 1861 вступив учнем до різьбяра камей і, паралельно, відвідував курси Об'єднання Купера з поширення наук і мистецтв та Національну академію дизайну в Нью-Йорку.
Після закінчення навчання їде в 1867 до Парижа, де вивчає скульптуру в Школі образотворчих мистецтв, навчається у Емманюеля Фрем'є. Через 3 роки їде з Парижа до Риму. Тут протягом 5 років вивчає античне мистецтво та архітектуру. У Римі молодий скульптор отримує свої перші замовлення, а також знайомиться зі своєю майбутньою дружиною, яка вивчає мистецтво, студенткою Огастою Хомер.
Особливе захоплення скульптора викликали рельєфи та медалі часів античності та Відродження, що вплинуло як на художній стиль самого скульптора, так і на розвиток американської скульптури в XIX столітті в цілому. Дав власну інтерпретацію культурної спадщини античності та Відродження, створивши синтез із обох культурних традицій.
Слава прийшла до скульптора після створення ним пам'ятника герою Громадянської війни в США, адміралу Д. Г. Фаррагут. Після цього стає автором низки пам'ятників, пам'ятних рельєфів та офіційних меморіалів, створених на замовлення влади США.
За пропозицією президента США Теодора Рузвельта в 1904 створює зразки для трьох монет, викарбуваних потім державним казначейством США.
У 1900 унього діагностували рак, в 1907 знаменитий скульптор помер.

## Галерея

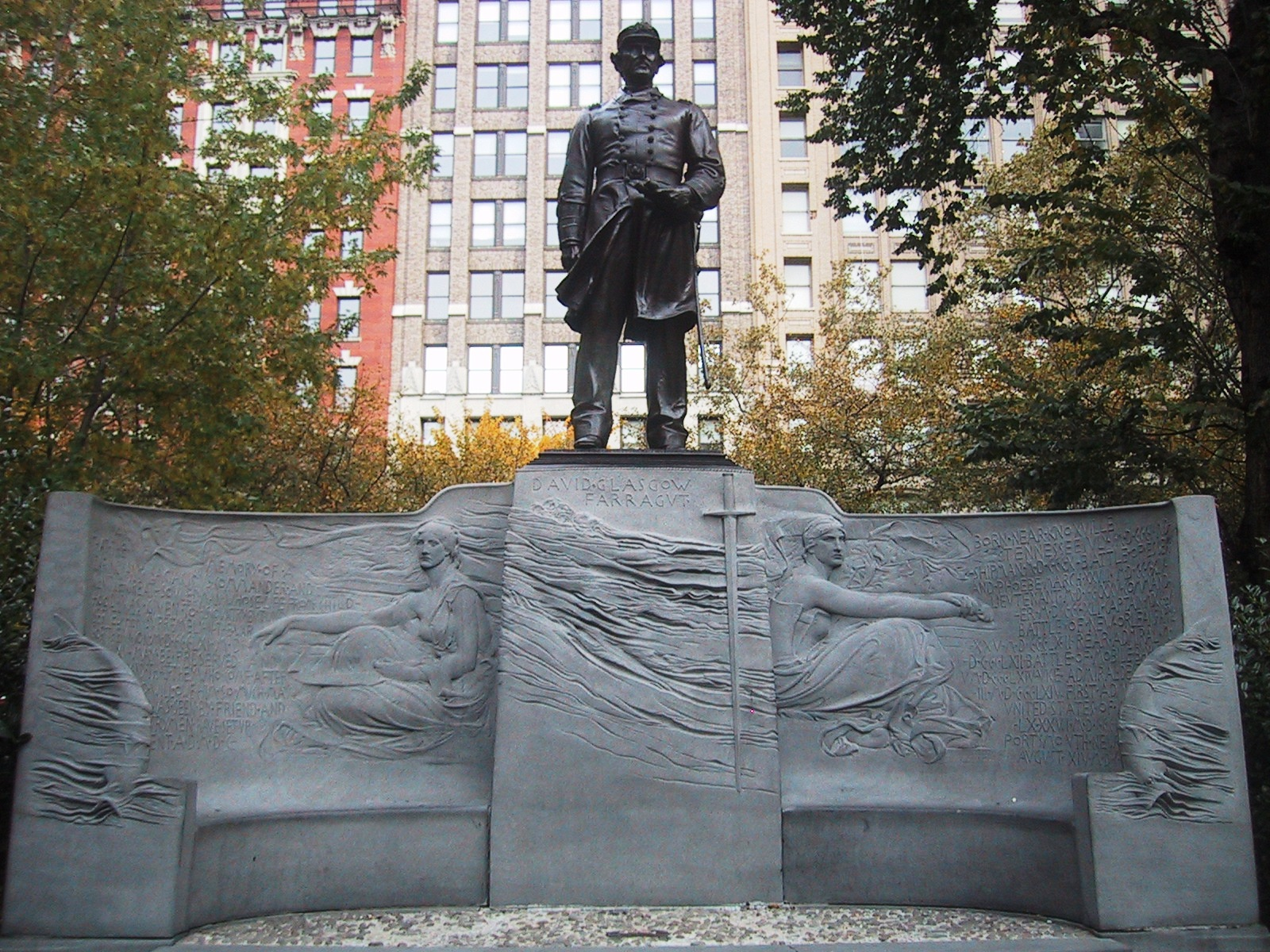
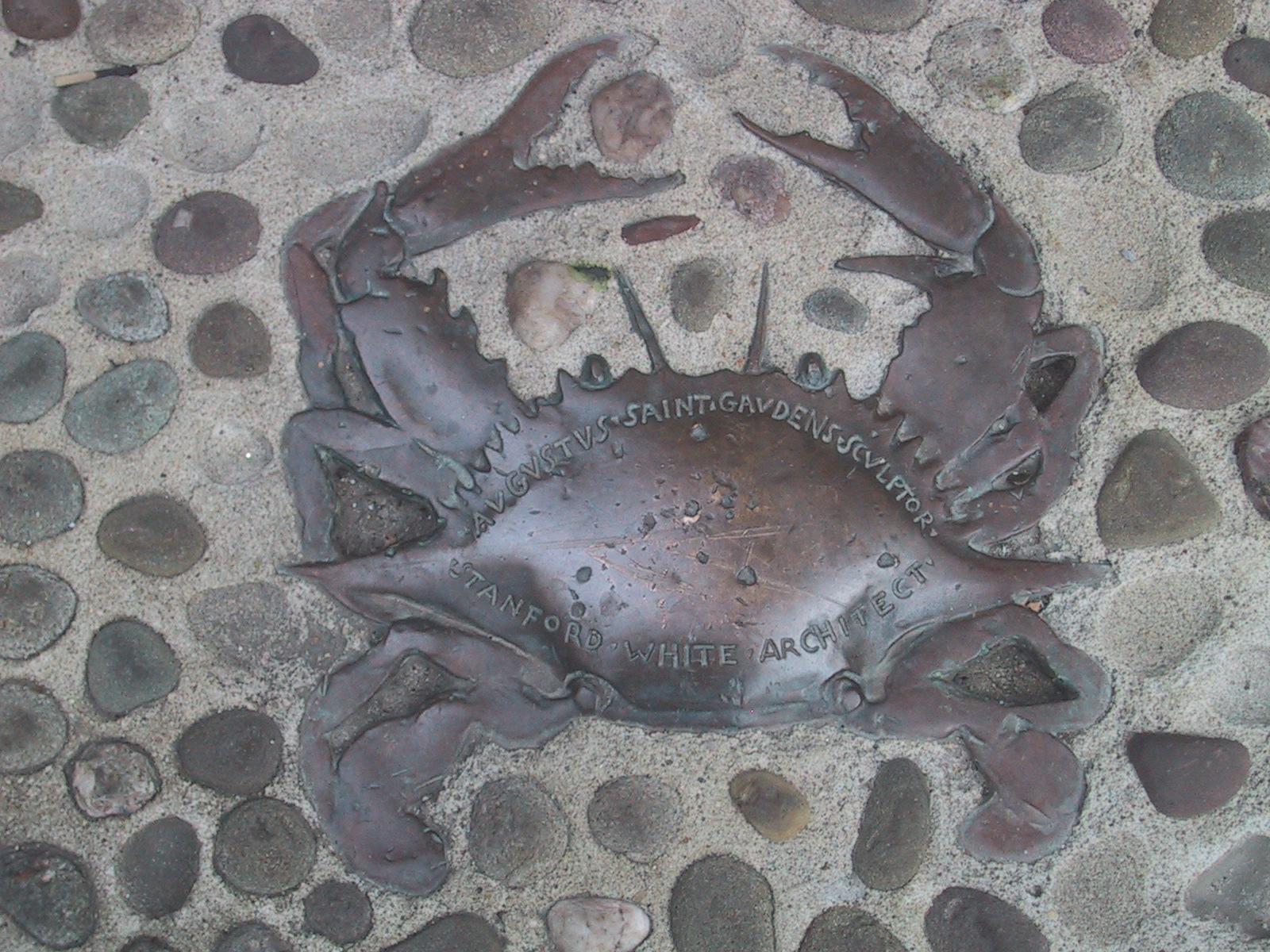
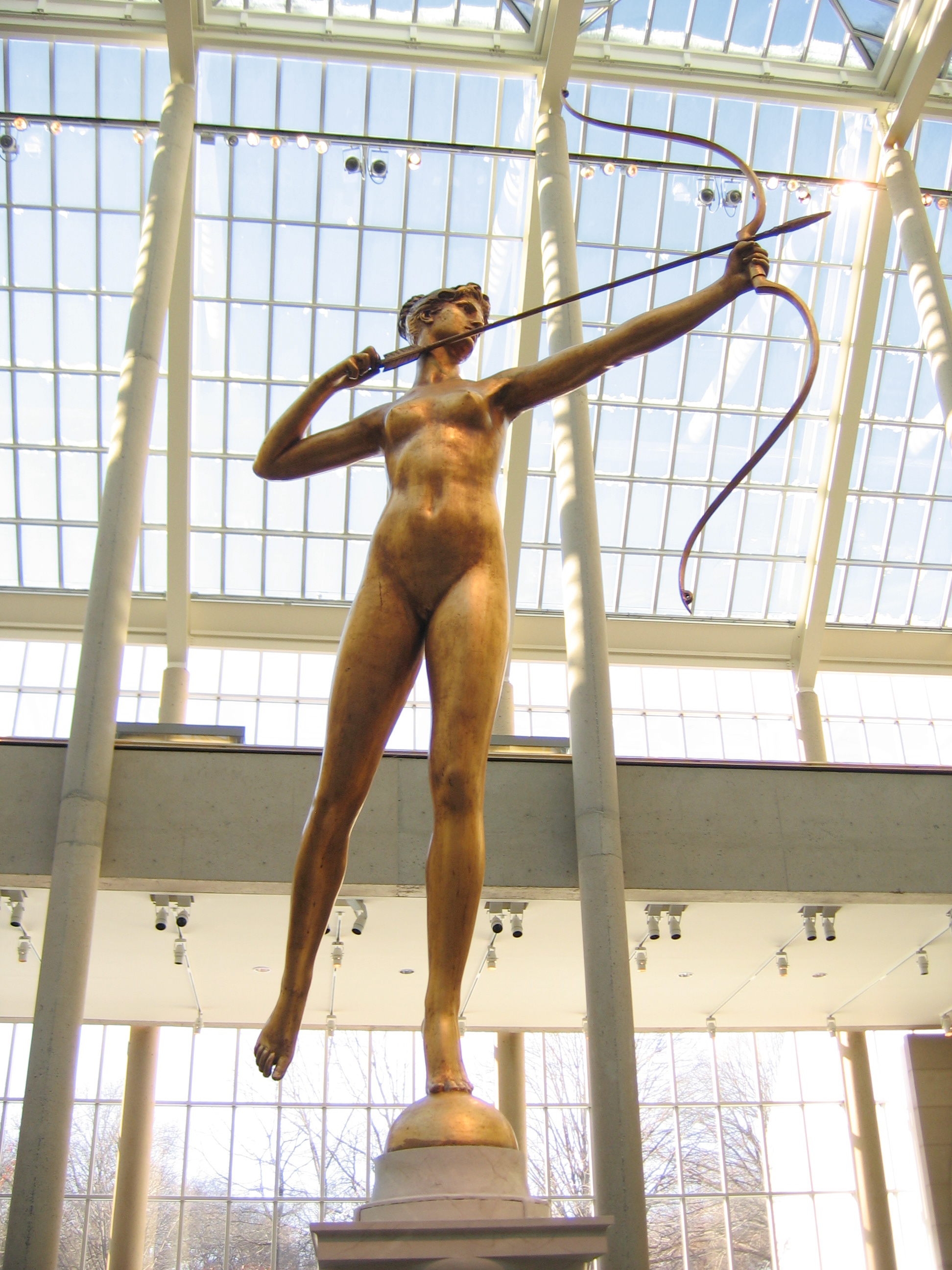
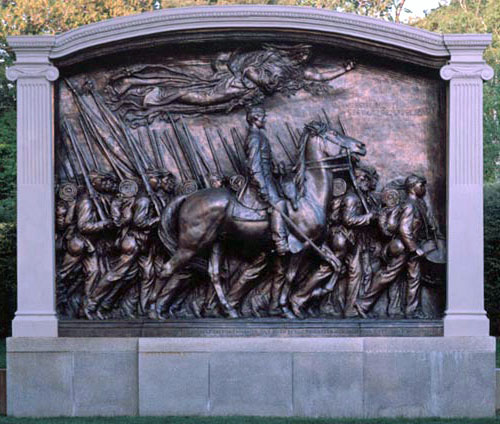